# مارجريت رينغنبرغ
مارجريت رينغنبرغ (بالإنجليزية: Margaret Ringenberg)‏ (من مواليد 17 يونيو 1921 فورت واين، إنديانا - تُوفيت في 28 يوليو، 2008، أوشكوش (ويسكونسن)) وهي طيارة أمريكية سجلت أكثر من 40.000 ساعة طيران خلال مسيرتها المهنية.

## عملها وإنجازاتها
أصبحت مارجريت مهتمة بالطيران عندما كانت تبلغ من العمر ثماني سنوات عندما شاهدت عرضاً للطيران في حقل بالقرب من مزرعة عائلتها. تدربت في مدرسة للتدريب على الطيران وكانت أول رحلة طيران فردية لها في عام 1941 عندما بلغت من العمر 19 عامًا. بدأت رينغنبرغ مسيرتها في مجال الطيران في عام 1943 خلال الحرب العالمية الثانية عندما أصبحت طيارة بالعبّارة مع الطيارين في سلاح الجو الأمريكي (WASP). على الرغم من عدم السماح للطيارين في سلاح الجو الأمريكي WASP بالتحليق بمهمات قتالية، إلا أنهم خدموا بواجبات قاسية غالباً ما كانت خطيرة مثل النقل بالعبّارات وإجراء الاختبارات. وقد تم حل سلاح الجو الأمريكي WASP في نهاية عام 1944. وأصبحت مارجريت ممرضة طيران في عام 1945 وعملت بعد ذلك كطيارة تجارية ومدربة لبقية حياتها. بعد الحرب كانت تعمل لفترة وجيزة على الهواتف في أحد المطارات.
بدأت سباقات الطائرات في 1950. وكان من ضمن السباقات "Powder Puff Derby" في الفترة من 1957 إلى 1977 وسباق "Air Clace Classic" منذ عام 1977 وغيرها الكثير، وحصدت أكثر من 150 جائزة لإنجازاتها. أكملت سباق العالم الدائري في عام 1994 في سن 72 وفي مارس 2001 في سن ال 79 طارت في سباق من لندن إلى سيدني.
في عام 1999، حصلت على جائزة NAA «جائزة رجل الدولة الأكبر في مجال الطيران» في حفل تقديم عرض في واشنطن العاصمة.
تزوجت مارجريت رينغنبرغ من المصرفي موريس رينغنبرغ في عام 1946. مات زوجها في عام 2003. كان لديهم طفلين وخمسة أحفاد. سافر جميع أطفالها معها في السباقات وكانوا جميعًا في دائرة الفائزين معها لتلقي الجوائز.

## كتبها
كرس توم بروكاو فصلًا لفيلم مارغريت رينغنبرغ في كتابه «الجيل الأعظم». وخلال مقابلتها مع بروكاو، قالت: «لقد بدأت الطيران لأنني أريد أن أكون مضيفة - ثم فكرت ماذا يحدث لو أُصيب الطيار بمرض أو احتاج إلى المساعدة؟ لم أكن أعرف أي شيء عن الطائرات ووجدت في ذلك تحدياً لي. لم أكن أنوي أبدًا أن أكون طيارة». بعد وفاتها، قال بروكاو، في مقابلة هاتفية «كانت مارجريت واحدة من النساء المفضلين لدي».

## وفاتها
توفيت مارغريت في نومها لأسباب طبيعية في 28 يوليو 2008 أثناء حضورها معرض الطيران السنوي التجريبي لجمعية الطيران حيث كانت تمثل سلاح الجو الأمريكي WASP.

## وصلات خارجية
- Library of Congress interview
- Story about Margaret Ringenberg Indy 500 experience in 2004
- Story of Margaret Ringenberg’s 1994 around-the-world air race
- Air Race Classic